# Мішен (Південна Дакота)
Мішен (англ. Mission) — місто (англ. city) в США, в окрузі Тодд штату Південна Дакота. Населення — 1156 осіб (2020).

## Географія
Мішен розташований за координатами 43°18′23″ пн. ш. 100°39′39″ зх. д. / 43.30639° пн. ш. 100.66083° зх. д. (43.306273, -100.660908).  За даними Бюро перепису населення США в 2010 році місто мало площу 1,52 км², уся площа — суходіл.

## Демографія
Згідно з переписом 2010 року, у місті мешкали 1182 особи в 398 домогосподарствах у складі 298 родин. Густота населення становила 778 осіб/км².  Було 443 помешкання (291/км²).
Расовий склад населення:
| - 85,4 % — корінних американців - 11,7 % — білих - 0,3 % — чорних або афроамериканців - 0,1 % — азіатів |

До двох чи більше рас належало 2,5 %. Частка іспаномовних становила 2,1 % від усіх жителів.
За віковим діапазоном населення розподілялося таким чином: 40,1 % — особи молодші 18 років, 54,7 % — особи у віці 18—64 років, 5,2 % — особи у віці 65 років та старші. Медіана віку мешканця становила 23,2 року. На 100 осіб жіночої статі у місті припадало 85,6 чоловіків;  на 100 жінок у віці від 18 років та старших — 80,2 чоловіків також старших 18 років.
Середній дохід на одне домашнє господарство  становив 34 395 доларів США (медіана — 25 875), а середній дохід на одну сім'ю — 32 220 доларів (медіана — 21 875). Медіана доходів становила 29 250 доларів для чоловіків та 38 333 долари для жінок. За межею бідності перебувало 50,8 % осіб, у тому числі 65,6 % дітей у віці до 18 років та 12,9 % осіб у віці 65 років та старших.
Цивільне працевлаштоване населення становило 327 осіб. Основні галузі зайнятості: освіта, охорона здоров'я та соціальна допомога — 40,7 %, роздрібна торгівля — 12,2 %, публічна адміністрація — 10,7 %.